# Februar 2006
Portal Geschichte | Portal Biografien | Aktuelle Ereignisse | Jahreskalender | Tagesartikel

◄ |
20. Jahrhundert |
21. Jahrhundert

◄ |
1970er |
1980er |
1990er |
2000er
| 2010er | 2020er | 2030er | ►

◄ |
2002 |
2003 |
2004 |
2005 |
2006
| 2007 | 2008 | 2009 | 2010 | ►

◄ |
November 2005 |
Dezember 2005 |
Januar 2006 |
Februar 2006 |
März 2006 |
April 2006 |
Mai 2006 |
►
Dieser Artikel behandelt tagesbezogene Nachrichten und Ereignisse im Februar 2006.

## Tagesgeschehen

### Mittwoch, 1. Februar 2006

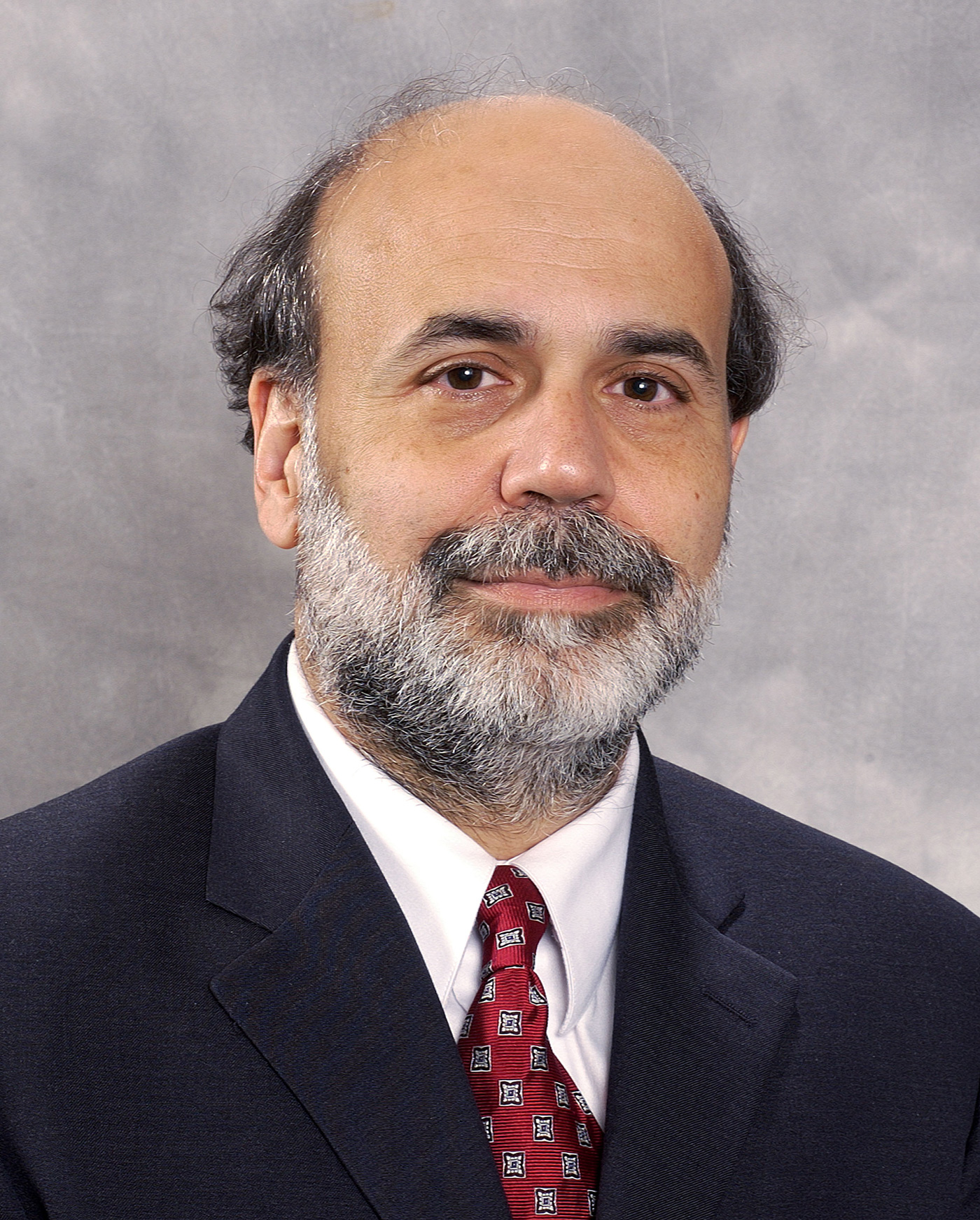
Ben Bernanke

- Ärmelkanal: Nahe der Insel Guernsey sinkt der auf den Marschall-Inseln registrierte Chemietanker Ece mit 10.000 Tonnen Phosphorsäure an Bord nach einer Kollision mit dem Schüttgutfrachter Generał Grot-Rowecki, der unter maltesischer Flagge fährt. Eine Gefahr für Flora und Fauna besteht nicht. Gestern scheiterte der Versuch, die leckgeschlagene Ece in den französischen Hafen Le Havre zu schleppen. 22 Seeleute wurden per Hubschrauber und Rettungsboot an Land gebracht.[1]
- Washington, D.C./Vereinigte Staaten: Präsident George W. Bush hält die „Rede zur Lage der Nation“ (State of the Union Address). Schwerpunkte sind die Außen- und Sicherheitspolitik und eine Absage an möglichen Isolationismus: die USA würden sich ihrer historischen Verantwortung nicht entziehen und u. a. den Iran von Nuklearwaffen fernzuhalten versuchen. Die Hälfte der Menschheit lebe ohne Demokratie, und insbesondere in Syrien, Irak, Burma, Simbabwe und Nordkorea müsse der Freiheitswille unterstützt werden.
- Washington, D.C./Vereinigte Staaten: Der Wirtschaftswissenschaftler Ben Bernanke wird in Nachfolge von Alan Greenspan als Präsident im US-amerikanischen Zentralbank-System Federal Reserve vereidigt.[2]

### Donnerstag, 2. Februar 2006
- Berlin/Deutschland: Das Landgericht untersagt Roman Grafe und dem Siedler-Verlag die weitere Verbreitung des Buches Deutsche Gerechtigkeit. Der Kläger, ein ehemaliger Politoffizier der Grenztruppen der DDR, berief sich auf den Schutz seiner Anonymität und bezweifelte das öffentliche Interesse an der Nennung seines Namens.
- Berlin/Deutschland: Anna Maria Mühe wird als beste Nachwuchs-Schauspielerin mit der Goldenen Kamera ausgezeichnet.[3]
- Nahost, Nordafrika: In den Staaten mit mehrheitlich islamischer Bevölkerung nehmen die Proteste gegen die Mohammed-Karikaturen zu. Den in der Zeitung abgebildeten Karikaturen wurden bereits weitere beigefügt, um die Protestwelle zu verstärken. Europäische Regierungsvertreter reagieren mit dem Hinweis auf die Pressefreiheit in der EU.
- Taizhou/China: Der Zeitungsverleger Wu Xianghu erliegt seinen während einer Polizeiaktion erlittenen Verletzungen. Der Todesfall des Journalisten findet in China keine mediale Beachtung.[4]

### Freitag, 3. Februar 2006

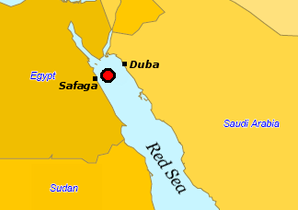
Unglücksstelle der Al-Salam 98

- Jemen: Jamal al-Bedawi, der den Anschlag auf die Cole leitete, und Fawaz Al-Rabeiee, der für den Anschlag auf den Tanker Limburg verantwortlich war, entkommen mit 22 anderen Gefangenen aus einem Gefängnis im Jemen. Zwölf von ihnen waren überführte Mitglieder der Al-Qaida.
- München/Deutschland: Die Sängerin Helene Fischer veröffentlicht bei EMI Germany ihr erstes Album. Es heißt Von hier bis unendlich.
- Rotes Meer: Die Fähre Al-Salam 98 mit über 1.200 Menschen an Bord sinkt auf dem Weg von Saudi-Arabien nach Ägypten. Etwa 300 Überlebende werden gerettet, die Bergung der Toten läuft an.[5]

### Samstag, 4. Februar 2006

Flagge der IAEO

- Buschehr/Iran, Wien/Österreich: Der Iran beginnt wieder mit der Uran-Anreicherung. Daher beschließt der Gouverneursrat der Internationalen Atomenergie-Organisation, die iranische Atompolitik vor den Sicherheitsrat der Vereinten Nationen zu bringen, der sie umgehend behandeln soll. Die Regierungen der Atommächte Frankreich, Russland, Vereinigte Staaten, Vereinigtes Königreich und Volksrepublik China sprachen sich in den letzten Tagen für diesen Schritt aus.[6][7]
- Damaskus/Syrien: Demonstranten gegen die Mohammed-Karikaturen setzen in Damaskus die dänische Botschaft in Brand. In Gaza wird die deutsche Vertretung angegriffen.
- Genf/Schweiz: Die Union internationale contre le cancer (deutsch Internationale Vereinigung gegen Krebs) koordiniert in Zusammenarbeit mit der Weltgesundheitsorganisation erstmals den Weltkrebstag. Neben der Heilung von Krebs stehen die Vorbeugung vor sowie der Umgang mit der Erkrankung im Fokus.[8][9]

### Sonntag, 5. Februar 2006

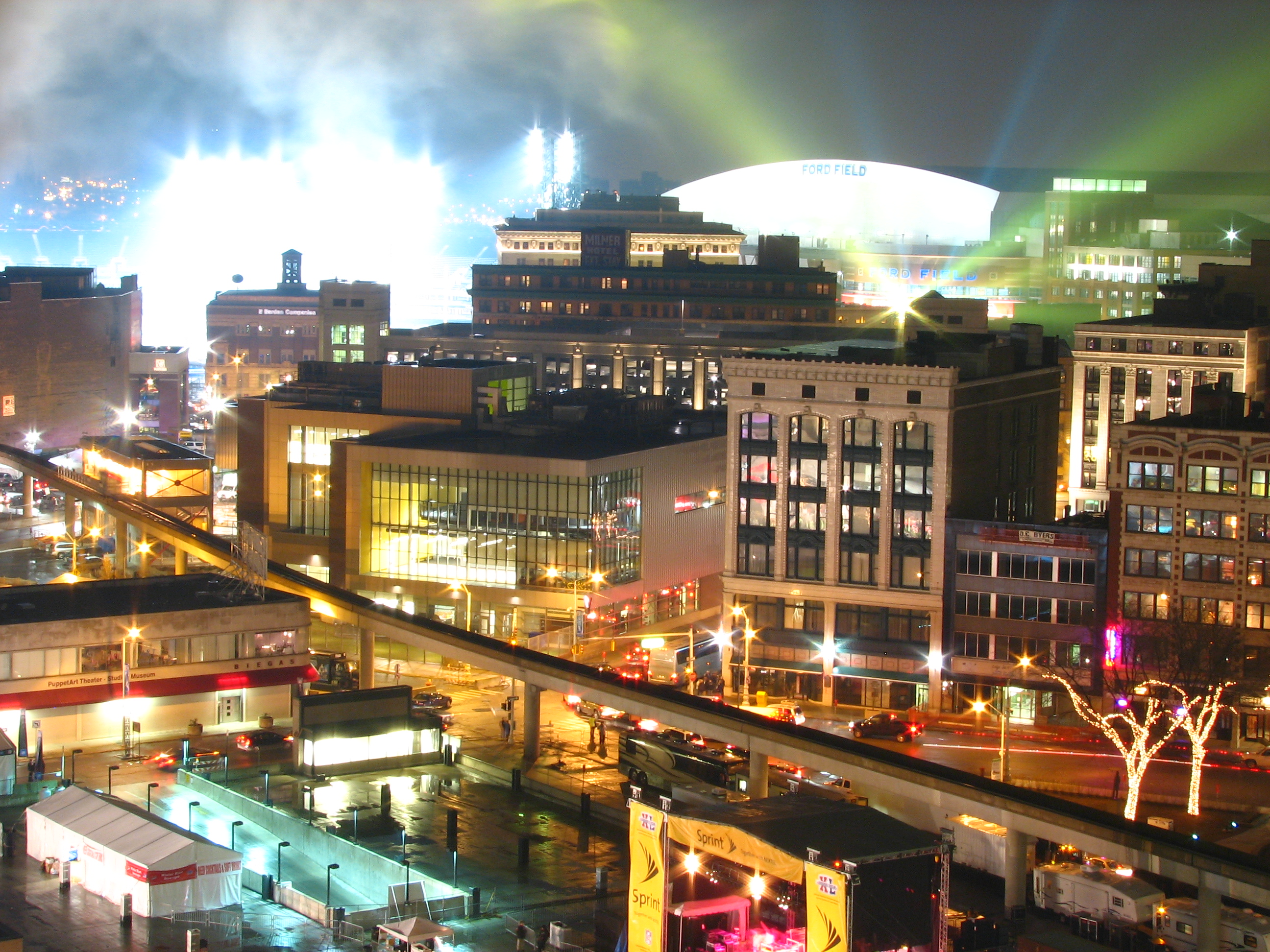
Das Ford Field in der Nacht des Super Bowls

- Caracas/Venezuela: Präsident Hugo Chávez droht den USA, alle Öl-Lieferungen einzustellen, falls diese die diplomatischen Beziehungen abbrechen.
- Detroit/Vereinigte Staaten: Der Super Bowl XL im American Football zwischen den Pittsburgh Steelers und den Seattle Seahawks endet 21:10.[10]
- Köln/Deutschland: Ayyub Axel Köhler wird neuer Vorsitzender des Zentralrats der Muslime in Deutschland. Sein Vorgänger Nadeem Elyas hatte diesen Posten elf Jahre inne.

### Montag, 6. Februar 2006
- Berlin/Deutschland: Die im Atomstreit erörterten Handelssanktionen hält der Präsident des Deutschen Industrie- und Handelskammertags Ludwig Georg Braun für kontraproduktiv. Er verweist auf das Embargo der Vereinten Nationen gegen den Irak, das „wirkungslos“ blieb und zur Verarmung der Bevölkerung beitrug.
- Port-au-Prince/Haiti: Die Stabilisierungsmission der Vereinten Nationen auf der Karibikinsel warnt vor Störungen der morgigen Wahlen zum Parlament und des neuen Staatspräsidenten, der ersten nationalen Volkswahl seit sechs Jahren. Die UN-Truppen wollen Sabotageakte verhindern und für einen möglichst korrekten Ablauf sorgen.
- Tokio/Japan: Der Technologiekonzern Toshiba einigt sich mit dem britischen Staatsunternehmen British Nuclear Fuels (BNFL) über den Erwerb des Herstellers von Kernkraftwerken Westinghouse Electric Company sowie der Unternehmenssparte der BNFL in den Vereinigten Staaten. Die Kosten der Übernahme belaufen sich voraussichtlich auf 5,4 Milliarden US-Dollar.[11]

### Dienstag, 7. Februar 2006

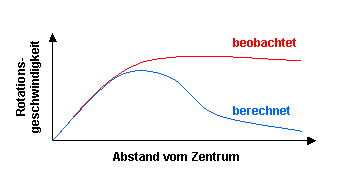
Wissenschaftlicher Befund, der auf Dunkle Materie hinweist

- Dänemark: Der Sprecher von 21 dänisch-islamischen Organisationen gibt zu, den ursprünglichen Mohammed-Karikaturen weitere hinzugefügt zu haben, darunter Bilder mit besonders anstößigem Inhalt.
- Indien: Das Land meldet den Abzug von 3.000 der etwa 500.000 Soldaten aus der Krisenregion Kaschmir. Beobachter werten dies als Geste im Friedensprozess mit Pakistan.
- Milchstraße: Erste verlässliche Messungen zur Dunklen Materie zeigen für die Lokale Gruppe teilweise überraschende Ergebnisse, insbesondere zu Ausdehnung und Temperatur.

### Mittwoch, 8. Februar 2006
- Haiti: Nach Aussage der UN-Mission MINUSTAH und der OAS sind die Wahlen gut verlaufen, doch gab es mehrere Tote bei Krawallen. Aussichtsreichste Kandidaten für das Präsidentenamt sind René Préval, Charles Henry Baker und Leslie Manigat.

### Donnerstag, 9. Februar 2006
- Berlin/Deutschland: Die 56. Internationalen Filmfestspiele Berlin werden mit dem Film Der Geschmack von Schnee des Regisseurs Marc Evans eröffnet.[12]
- Coppenbrügge/Deutschland: Bei einem Busunglück sterben in den Morgenstunden drei Schüler.
- Deutschland: Der umstrittene türkische Kriegsfilm Tal der Wölfe – Irak startet in den deutschen Kinos. In der Türkei haben ihn zu diesem Zeitpunkt über zwei Millionen Besucher gesehen.[13]

### Freitag, 10. Februar 2006
- Europa: Starke Schneefälle in Mittel- und Osteuropa fordern in der Ukraine rund 700 Kältetote; in sechs ostbayerischen Landkreisen sowie in Teilen Österreichs wird Katastrophenalarm ausgelöst. In Bayern werden Schneemengen bis 60 cm registriert, im Norden Österreichs bis zu 85 cm.
- Kairo/Ägypten: Gastgeber Ägypten gewinnt gegen die Elfenbeinküste nach Elfmeterschießen das Finale des 25. Afrika-Cups im Fußball.[14]
- Kosovo/Serbien und Montenegro: Das Parlament wählt den Hochschulprofessor Fatmir Sejdiu zum Präsidenten der nach Unabhängigkeit von der Teilrepublik Serbien strebenden Provinz. Der Nachfolger des verstorbenen Ibrahim Rugova gilt in der internationalen Diplomatie als idealer Kompromisskandidat.
- Turin/Italien: Der italienische Staatspräsident Carlo Azeglio Ciampi eröffnet die XX. Olympischen Winterspiele, während die Ex-Langläuferin Stefania Belmondo die olympische Flamme entzündet.

### Sonntag, 12. Februar 2006
- Irak: Arabische Medien veröffentlichen ein Video prügelnder britischer Soldaten. Die Opfer sind irakische Zivilisten.
- New York/Vereinigte Staaten: Am heutigen Internationalen Tag gegen den Einsatz von Kindersoldaten ruft die UNO zu mehr Engagement im Kampf gegen Missbrauch von Kindern auf. Weltweit wird die Zahl der Kindersoldaten auf 300.000 geschätzt.
- Paris/Frankreich: Die Organisation Reporter ohne Grenzen wirft dem Portalbetreiber Yahoo! Mithilfe bei der Verfolgung chinesischer Dissidenten vor.
- Bei einem Jagdausflug schießt US-Vizepräsident Dick Cheney versehentlich auf einen Begleiter und verletzt diesen.

### Montag, 13. Februar 2006
- Ein in arabischen Medien veröffentlichtes Video prügelnder britischer Soldaten gegenüber irakischen Zivilisten löst Beunruhigung aus.
- In Bangladesch kehrt nach jahrelangem Boykott die Hauptoppositionspartei Awami-Liga ins Parlament zurück; sie wirft der Regierung vor, beim Eindämmen des Islamismus versagt zu haben.
- Die Volksrepublik China verabschiedet neue Vorschriften zur Kontrolle und Vermeidung von Aids. Nach offiziellen Angaben leben 650.000 HIV-Infizierte im Land.

### Dienstag, 14. Februar 2006
- Deutschland, Österreich: Das auch für Menschen gefährliche Influenza-A-Virus H5N1 hat vermutlich Deutschland und Österreich erreicht.
- Irak: Die Sorge um die entführten Deutschen Thomas Nitzschke und René Bräunlich wächst nach der Veröffentlichung einer neuen Videobotschaft der Geiselnehmer.
- Irak: Saddam Hussein verkündet, dass er seit drei Tagen gegen das Gericht hungerstreike, außerdem solidarisiert er sich mit Attentätern im Irak.
- New York/Vereinigte Staaten: Eine Untersuchungskommission Vereinten Nationen zum Lager Guantánamo Bay kommt zum Ergebnis, dass die USA dort Folterhandlungen an Gefangenen vornehmen, darunter Zwangsernährung und Isolationshaft. Laut dem noch inoffiziellen Bericht würden auch die Rechte der Gefangenen auf einen fairen Prozess verletzt. Die US-Regierung weist die Vorwürfe zurück.

### Mittwoch, 15. Februar 2006

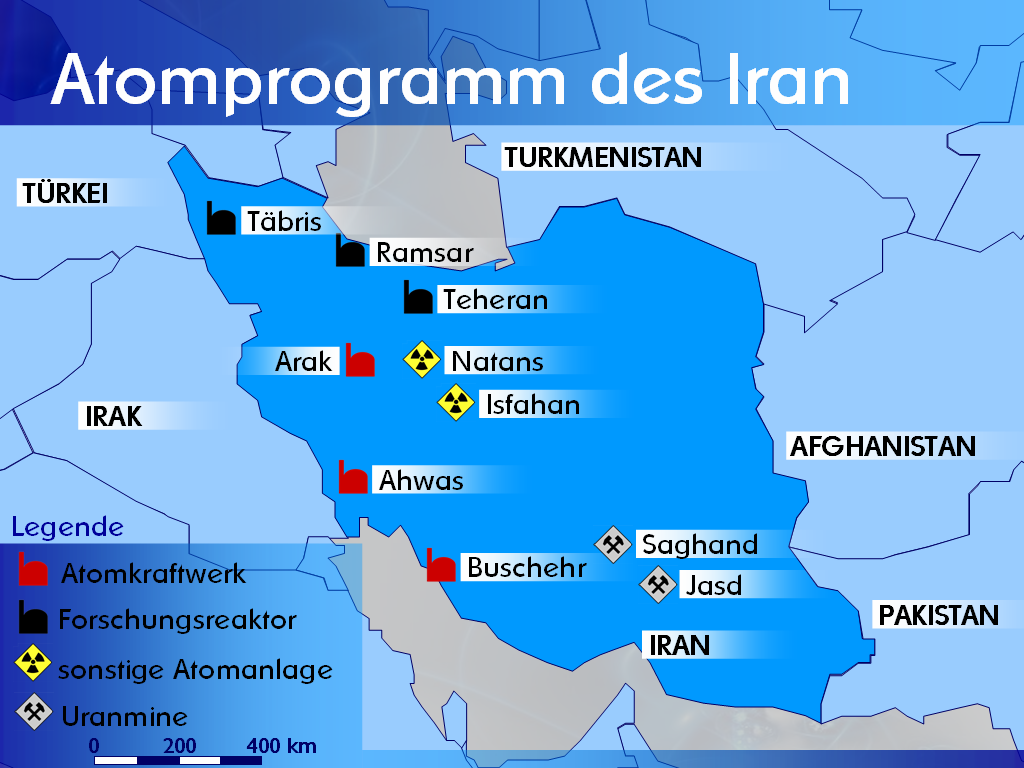
Atomwirtschaft des Iran

- Damaskus/Syrien: Das Land wird laut einer UPI-Meldung ab sofort alle Auslandsgeschäfte in Euro, statt wie bisher in US-Dollar, abwickeln.
- Karlsruhe/Deutschland: Zur Frage entführter Flugzeuge erklärt das Bundesverfassungsgericht § 14 Absatz 3 des Luftsicherheitsgesetzes für nichtig.
- Madrid/Spanien: 16 arabische Staaten verurteilen die Gewalttaten bei den islamischen Protesten. Dies geht aus einer Erklärung der 16 Botschafter mit spanischen Politikern hervor.
- Palästinensische Autonomiegebiete: Hamas-Führer Ismail Haniyeh will rasch eine palästinensische Regierung bilden und auch einen Christen und zwei Frauen im Kabinett haben.
- Straßburg/Frankreich: Im „Karikaturenstreit“ verurteilt das EU-Parlament die gewaltsamen Ausschreitungen in mehreren islamischen Ländern; ihre Regierungen hätten beim Schutz von EU-Bürgern und Botschaften versagt. Das Parlament lehnt jede Einschränkung der Meinungs- und Pressefreiheit ab und ruft zu interreligiösem Dialog auf.
- Wien/Österreich: Die Europäische Union und Russland fordern den Iran auf, die unlängst wieder aufgenommene Uran-Anreicherung einzustellen. Bei einem Treffen der EU-Troika mit Russlands Außenminister Lawrow in Wien sagte die derzeitige Ratsvorsitzende Ursula Plassnik, Teheran solle das „Zeitfenster“ bis zur März-Sitzung des UNO-Sicherheitsrates „zur Umkehr nützen“ und das Moratorium einhalten. Zuvor bestätigte Russland, dass sein Angebot zur zivilen Anreicherung am Montag in Moskau verhandelt werden soll.

### Donnerstag, 16. Februar 2006
- Berlin/Deutschland: Regierungspolitiker einigen sich in der Föderalismuskommission auf die größte Verfassungsreform Deutschlands seit 1949.
- New York/Vereinigte Staaten: UN-Sonderberichterstatter Manfred Nowak fordert aufgrund dringenden Folterverdachts die umgehende Schließung des Gefangenenlagers der Vereinigten Staaten an der Guantanamo-Bucht auf Kuba.
- Philippinen: Ein gewaltiger Erdrutsch verschüttet ein Dorf auf der Insel Leyte. Über 200 Todesopfer werden befürchtet, insbesondere weil die Schlammlawine eine ganze Schule überrollt hat.
- Port-au-Prince/Haiti: René Préval wird zum Sieger der Präsidentenwahl erklärt.
- Straßburg/Frankreich: Das EU-Parlament nimmt die Dienstleistungsrichtlinie an; das Herkunftslandprinzip ist in der Kompromisslösung nicht enthalten.

### Freitag, 17. Februar 2006
- Laut einem Bericht der ARD wusste die deutsche Bundeswehr bereits im Juli 2003 von illegalen Verschleppungen von Personen durch die USA nach Guantánamo.

### Samstag, 18. Februar 2006
- Caracas/Venezuela: Präsident Hugo Chávez droht den USA erneut mit einem Ende der Öllieferungen, falls diese weiterhin seine Regierung destabilisieren würden.
- Deutschland: Die deutschen Länder bestehen auf der 40-Stunden-Woche im Öffentlichen Dienst, um ihre Haushalte entlasten zu können.
- Deutschland: Im so genannten „Kölner Müllskandal“ werden zehn prominente SPD-Politiker angeklagt, Schwarzgelder in die Kölner Parteikasse transferiert zu haben.
- Gaza, Ramallah/Palästinensische Autonomiegebiete: Das erste frei gewählte palästinensische Parlament tritt zeitgleich in Gaza-Stadt und Ramallah zur konstituierenden Sitzung zusammen.
- Kinshasa/DR Kongo: Von Präsident Joseph Kabila wird eine neue Verfassung in Kraft gesetzt.
- Libyen: Nach provokativ empfundenen antiislamischen Gesten des italienischen Rechtspolitikers Roberto Calderoli kommt es in Libyen zu Protesten mit blutigem Ausgang, in deren Folge Calderoli zurücktritt.

### Sonntag, 19. Februar 2006

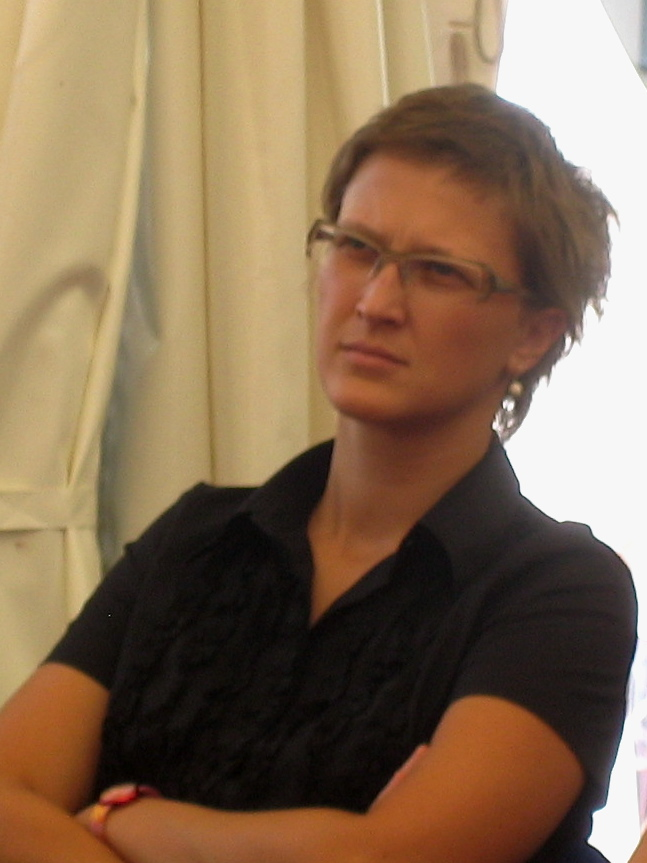
Jasmila Žbanić

- Berlin/Deutschland: Die Jury der 56. Internationalen Filmfestspiele Berlin zeichnet den Film Esmas Geheimnis – Grbavica von Regisseurin Jasmila Žbanić als besten Beitrag des Festivals mit dem Goldenen Bären aus.[15]
- Guinsaugon/Philippinen: Drei Tage nach dem verheerenden Erdrutsch auf das Dorf Guinsaugon in der Stadtgemeinde Saint Bernard werden weit über 1.000 Tote befürchtet. Doch hoffen die Rettungskräfte, in der von der Schlammlawine verschütteten Schule noch Überlebende zu finden. Soldaten der US Navy beginnen, einen Rettungstunnel zu graben. Allein in der Schule wurden mehr als 240 Menschen verschüttet. Offiziellen Angaben zufolge werden noch über 900 Menschen vermisst; 72 Tote wurden bisher geborgen.
- Palästinensische Autonomiegebiete: Die Hamas ernannte den als Pragmatiker bekannten Ismāʿīl Haniyya offiziell zum Kandidaten für das Amt des Regierungschefs. Nach Aussage von Präsident Maḥmūd ʿAbbās droht jedoch der Palästinensischen Autonomiebehörde wegen Wirtschaftssanktionen seit dem Wahlsieg der Hamas Ende Jänner eine ernste Finanzkrise. Auch die Zahlung von Hilfsgeldern sei zurückgegangen. Israel lehnt jeden Kontakt mit einer Regierung unter Ḥamās-Führung n ab, die die Zerstörung Israels anstrebt, und stoppte die monatliche Überweisung von Steuereinnahmen. Die etwa 40 Millionen Euro könnte die Arabische Liga übernehmen, wie nach einem Treffen in Algier bekannt wurde. Die US-Regierung forderte die Autonomiebehörde zur Rückgabe ungenutzter Hilfsgelder von 50 Millionen Dollar auf. Sie wolle sicherstellen, dass das Geld nicht einer Regierung zukomme, die das Existenzrecht Israels bestreite.[16]

### Montag, 20. Februar 2006

Ausbreitung der aviären Influenza Typ H5N1 (Vogelgrippe), 1. Quartal 2006

- Bielefeld/Deutschland: Das Rektorat der Universität ist bereits seit 20 Tagen durch Studierende besetzt. Der Studentenprotest richtet sich gegen die vom Hochschulsenat beschlossenen Studiengebühren und wirbt für mehr Rechte der studentischen Mitbestimmung.
- Deutschland: Der Marktführer im Geldtransportgewerbe, die Heros Unternehmensgruppe, meldet Insolvenz an, nachdem Untreuevorwürfe bekannt wurden. Das Unternehmen soll Überweisungen verzögert und Kunden um 300 Millionen Euro betrogen haben. Man befürchtet Auswirkungen auf die Bargeldversorgung.
- Deutschland: Bundesweit gehen die Streiks im Öffentlichen Dienst trotz Verhandlungen weiter. Hingegen gibt es erste Annäherungen im Konflikt zwischen AEG/Electrolux und der IG Metall.
- Mecklenburg-Vorpommern/Deutschland: Die Vogelgrippe H5N1 ist nun auch auf dem norddeutschen Festland nachgewiesen. Weltweit sind bereits 26 Staaten betroffen. In drei Landkreisen Vorpommerns wurde Katastrophenalarm gegeben, um die Bundeswehr zu Hilfe rufen zu können. In den folgenden zwei Tagen bergen die Soldaten 107 tote Vögel, um eine Verbreitung der Geflügelpest durch Aasfresser zu verhindern.
- Wien/Österreich: Vertreter Belgrads und Prištinas verhandeln erstmals über den künftigen Status des seit 1999 unter UNMIK-Verwaltung stehenden Kosovos. Die Albaner wollen staatliche Unabhängigkeit, die Republik Serbien in Serbien und Montenegro gesteht nur Autonomie zu. Daher wird nur über die Dezentralisierung der Lokalverwaltung verhandelt.

### Dienstag, 21. Februar 2006
- Berlin/Deutschland: Der Sonderberichterstatter der Vereinten Nationen für das Recht auf Bildung Vernor Muñoz beendet seinen Deutschlandbesuch und übt Kritik an der fehlenden Chancengleichheit des deutschen Bildungssystems.[17]
- Düsseldorf/Deutschland: Der Düsseldorfer Energiekonzern E.ON will den führenden spanischen Stromkonzern Endesa um 29 Mrd. Euro übernehmen; laut Vorstand Wulf Bernotat wird seit Dezember verhandelt. Nach der Vereinigung entstünde das weltweit größte Strom- und Gasunternehmen mit 50 Mill. Kunden in 30 Ländern. Ein 30 % niedrigeres Angebot von Spaniens Gasversorger Gas Natural war im September gescheitert.
- Serbien und Montenegro: Die gemeldete Verhaftung von Ratko Mladić wird später dementiert, doch mögliche Verhandlungen zur Auslieferung an das Haager Kriegsverbrechertribunal werden angedeutet. Dem General des Bosnien-Krieges 1992–95 wird das Massaker in Srebrenica (8000 Tote) und weitere 10.000 getötete Zivilisten Sarajevos zur Last gelegt. Mladić und der frühere Präsident der Republika Srpska, Radovan Karadžić, sind seit Jahren angeblich unauffindbar.

### Mittwoch, 22. Februar 2006
- Turin/Italien: Das Österreichische Olympische Comité bestätigt Gerüchte, nach denen bei den Olympischen Winterspielen bei österreichischen Mannschaften verbotene Hilfsmittel gefunden wurden. Das Komitee formiert eine Untersuchungskommission zum Thema Doping.[18]

### Donnerstag, 23. Februar 2006
- Bagdad/Irak: Nach dem Anschlag auf die schiitische Goldene Moschee in Samarra ziehen sich die Sunniten aus den Regierungsverhandlungen zurück. Staatspräsident Dschalal Talabani appelliert an sie, die Gespräche wieder aufzunehmen, und an alle Iraker, das Aufflammen eines Bürgerkriegs zu verhindern. Mehrere sunnitische Moscheen gingen in der Nacht in Flammen auf und über einhundert Sunniten wurden zu Opfern tödlicher Gewalt, offensichtlich aus Vergeltung.[19]
- Kampala/Uganda: Seit 25 Jahren findet die erste Parlamentswahl mit mehreren Parteien statt, und auch zu dem seit 20 Jahren diktatorisch regierenden Präsident Museveni gibt es Gegenkandidaten. Gute Chancen werden dem Oppositionsführer Besigye eingeräumt, der allerdings Wahlfälschungen befürchtet. Als Vorbeugung will das Demokratische Forum in vielen Wahllokalen die Auszählung kontrollieren, und auch EU-Inspektoren sind im Einsatz.
- Stuttgart/Deutschland: im Wahlkampf zur Landtagswahl in Baden-Württemberg sprechen sich die Grünen gegen eine Koalition mit der CDU aus, sind aber auch gegenüber der SPD-Politik zurückhaltend.

### Freitag, 24. Februar 2006
- Bagdad, Baquba, Kerbela/Irak: Zusätzlich zur Ausgangssperre nach dem Moschee-Bombenanschlag vom 22. Februar in Bagdad verhängen die Behörden ein Fahrverbot. Bei Attentaten in Kerbela und Bakuba werden 21 Menschen getötet. Um einen drohenden Bürgerkrieg zu vermeiden, überlegt die Regierung laut Minister Saadoun el Dulaimi den Einsatz von Soldaten und Panzern auf Kreuzungen.

### Samstag, 25. Februar 2006
- Kampala/Uganda: Die Opposition will Präsident Musevenis angeblichen Wahlsieg anfechten. Die zentrale Wahlkommission meldete, dass der seit 1986 regierende Yoweri Museveni (62) bei der ersten Mehrparteienwahl seit 25 Jahren 59 % der Stimmen erhalten habe, wogegen Oppositionsführer Kizza Besigye auf 37 % kam. Die übrigen 4–5 Prozent verteilten sich auf 3 weitere Kandidaten. Das Forum für Demokratischen Wandel spricht von Wahlbetrug, weil die Ergebnisse weit von einer unabhängigen Zählung in 19.000 der Wahllokale abweichen. Museveni hatte kurz vor der Wahl die Verfassung ändern lassen, um eine dritte Amtszeit zu ermöglichen. Die Wahl wurde auch von EU-Wahlbeobachtern kritisiert. Die gleichzeitige Parlamentswahl (284 Abgeordnete) stelle zwar einen Fortschritt dar, doch sei schon der Wahlkampf unfair verlaufen, weil der erst Ende 2005 aus dem Exil zurückgekehrte Besigye wegen angeblichen Landesverrats und Vergewaltigung vor Gericht gestellt wurde. Besigye kritisierte die Verfahren als politisch motiviert.

### Sonntag, 26. Februar 2006

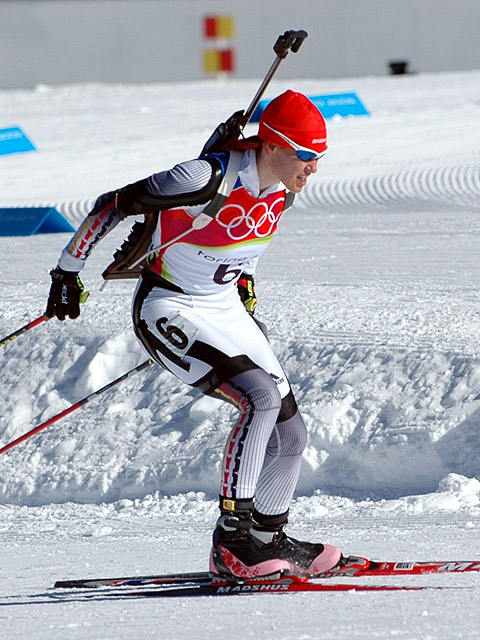
Kati Wilhelm aus Deutschland gewann eine Goldmedaille im Biathlon

- Turin/Italien: Die 20. Olympischen Winterspiele gehen mit einem Massen-Langlauf zu Ende. Nach 14 Tagen und 84 Wettbewerben steht Deutschland mit 29 Medaillen an der Spitze der Medaillengewinne, gefolgt von den USA mit 25, Österreich mit 23 und Russland mit 22 Medaillen. Die Schweiz landet mit 14 Medaillen auf Platz 8.[20]

## Weblinks

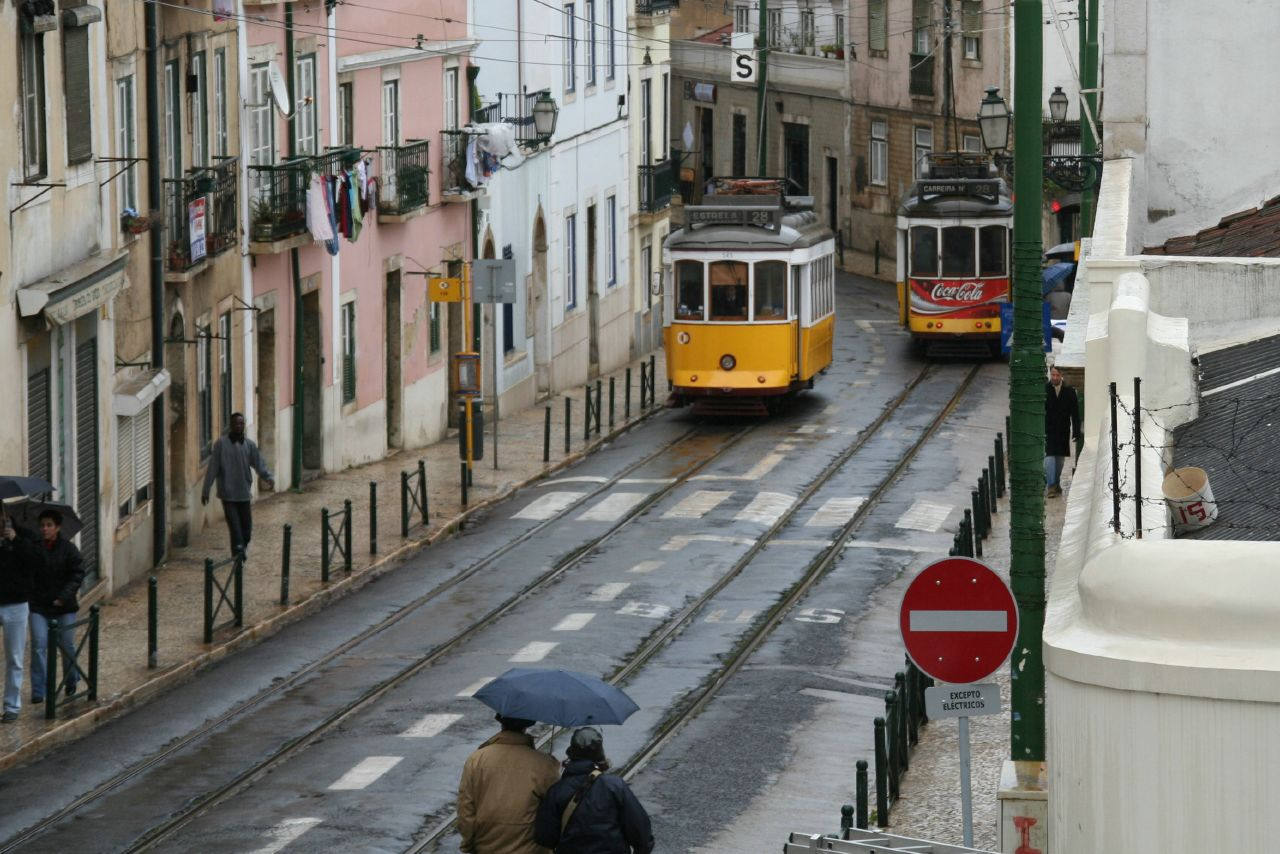
Lissabon im Februar 2006